# Septième district congressionnel du Michigan
Le 7e district congressionnel du Michigan est un district situé dans le sud et certaines parties du centre du Michigan. De 2004 à 2013, il comprenait la totalité des comtés de Branch, Eaton, Hillsdale, Jackson et Lenawee, ainsi que la majeure partie de Calhoun et une grande partie des comtés de l'ouest et du nord de Washtenaw. Le district actuel, créé en 2022, est centré autour de Lansing, la capitale de l'État du Michigan, et comprend tous les comtés de Clinton, Shiawassee, Ingham et Livingston, ainsi que des parties des comtés d'Eaton et d'Oakland.
Le district est actuellement représenté par le républicain Tom Barrett. L'incarnation précédente de ce district était représentée par le Républicain Tim Walberg, qui représente désormais le 5e district.
Le district a été identifié comme un indicateur présidentiel par la Sabato's Crystall Ball, ayant voté pour le vainqueur du collège électoral lors des quatre dernières élections présidentielles en 2020.

## Géographie
| #   | Comté      | Siège     | Population |
| --- | ---------- | --------- | ---------- |
| 37  | Clinton    | St. Johns | 79 720     |
| 45  | Eaton      | Charlotte | 108 820    |
| 49  | Gennessee  | Flint     | 401 522    |
| 65  | Ingham     | Mason     | 284 637    |
| 93  | Livingtson | Howell    | 196 757    |
| 125 | Oakland    | Pontiac   | 1 270 426  |
| 155 | Shiawassee | Corunna   | 68 025     |

### Villes, townships, villages et CDP de 10 000 personnes ou plus
- Lansing – 112 644
- East Lansing – 47 741
- Meridian Charter Township – 43 916
  - Okemos (en partie) – 25 121
  - Haslett – 19 670
- Delta Charter Township – 33 119
  - Waverly – 23 812
- Delhi Charter Township – 27 710
  - Holt – 25 625
- Lyon Township – 23 271
- Hamburg Township – 21 259
- Genoa Township – 20 692
- Green Oak Township – 19 539
- Brighton Township – 19 144
- Milford Township – 17 090
  - Milford (village) (en partie) – 6520
- Hartland Township – 15 256
- DeWitt Charter Township – 15 073
- Owosso – 14 714
- Oceola Township – 14 623
- Bath Charter Township – 13 292
  - Bath (CDP) – 2841
- Fenton – 12 050
- Tyrone Township – 11 986
- South Lyon – 11 746
- Marion Township – 11 245
- Howell – 10 068

### Villes de 2500 à 10 000 personnes
- Charlotte – 9299
- Handy Township – 8602
  - Fowlerville – 2951
- Mason – 8283
- Lansing Charter Township – 8143
- Howell Township – 7893
- Putnam Township – 7890
- Grand Ledge – 7784
- St. Johns – 7698
- Brighton – 7446
- Windsor Charter Township – 7140
- Argentine Township – 7091
- Watertown Charter Township – 5563
- Williamstown Township – 5286
  - Okemos (en partie) – 25 121
- Eaton Rapids – 5203
- DeWitt – 4776
- Owosso Township – 4765
- Caledonia Township – 4360
- Aurelius Township – 4354
- Vernon Township – 4273
- Deerfield Township – 4166
- Perry Township – 4141
- Eaton Township – 4007
- Eaton Rapids Township – 3991
- Oneida Charter Township – 3986
- Stockbridge Township – 3912
- Iosco Township – 3870
- Williamston – 3819
- Leroy Township – 3791
- Woodhull Township – 3687
- Conway Township – 3608
- Vevay Township – 3606
- Durand – 3507
- Victor Township – 3463
- Unadilla Township – 3333
- Burns Township – 3280
- Cohoctah Township – 3246
- Hamlin Township – 3227
- Bellevue Township – 3200
- Bennington Township – 3119
- Potterville – 3055
- Corunna – 3046
- Onondaga Township – 2997
- Bingham Township – 2919
- Alaiedon Township – 2910
  - Okemos (en partie) – 25121
- Bath – 2841
- Carmel Township – 2839
- Eagle Township – 2776
- Benton Township – 2766
- Shiawassee Township – 2740
- Olive Township – 2535

## Histoire
Le 7e district congressionnel a été formé en 1872 et couvre le Pouce du Michigan. Il comprenait les comtés de Tuscola, Huron, Sanilac, Lapeer, St. Clair et Macomb. En 1882, le comté de Tuscola fut retiré du district mais tout le reste resta le même. En 1892, les Townships de Grosse Point et de Hamtramck, ce dernier aujourd'hui principalement situé dans les limites de la ville de Détroit, furent transférés dans le 7e district.
En 1912, le Comté de Tuscola a été replacé dans le 7e district, mais il a peut-être perdu ses zones du Comté de Wayne. Il fut définitivement privé de ces zones en 1932. En 1964, le 7e district connut son redécoupage le plus drastique jusqu'à présent. Seul le Comté de Lapeer a été retenu de l'ancien district tandis que le Comté de Genesee a été ajouté. En 1972, le district a été redessiné à nouveau, perdant le Comté de Lapeer ainsi que quelques parties périphériques du Comté de Genesee. En 1982, la majeure partie du Comté de Lapeer a été replacée dans le 7e district. Le niveau nord des cantons du Comté de Genesee a été déplacé vers le 8e district. Le Township de Burns dans le Comté de Shiawasee et tous les Townships du nord du Comté d'Oakland, à l'exception du Township de Brandon, ont également été intégrés au district.
Après 1992, cet ancien 7e district constituait une grande partie du nouveau 9e district. Le 7e actuel n'a aucun lien avec le 7e district congressionnel d'avant 1992. Si l'on considère les populations et pas seulement les territoires, il s'agit avant tout d'un héritier de l'ancien 3e district. La majeure partie de la zone provenait de l'ancien 2e district, et une partie de l'ancien 16e district de John Dingell était également incluse.
La totalité des comtés d'Eaton et de Calhoun ont été préservés du 3e au 7e district. La moitié de la superficie du Comté de Barry qui se trouvait dans l'ancien 3e a été conservée. De l'ancien 4e a été tirée la majeure partie du Comté de Branch. Le reste du Comté de Branch et du Comté de Hillsdale, la partie sud-ouest du Comté de Washtenaw et l'ouest du Comté de Lenawee, ainsi que la majeure partie du Comté de Jackson ont été retirés de l'ancien 2e district. Même si la majeure partie de la superficie de l'ancienne seconde a été placée dans le nouveau 7e, la majeure partie de sa population a été déplacée vers le 13e, d'Ann Arbor à Plymouth, Livonia et Northville. La partie du Comté de Lenawee qui appartenait au 16e a été absorbée, ainsi qu'une petite partie de la région du Comté de Washtenaw du 15e district et la partie de l'ancien 6e qui se trouvait dans le Comté de Jackson. Ainsi, le nouveau 7e district incorporait des zones de six anciens districts.
Le redécoupage de 2002 est mieux vu comme un passage de l'héritage du 3e district au 2e district. Avec la perte de son quadrant dans le Comté de Barry et d'une petite section du Comté de Calhoun, le district a perdu son affinité avec le 3e d'antan. Il a repris la partie du Comté de Washtenaw qui avait été perdue au profit du 8e district et s'est débarrassé de la partie du Comté de Washtenaw qui provenait de l'ancien 15e district. Bien qu'aucun Comté de Wayne n'ait été inclus dans le nouveau district, il comprenait le Township de Salem qui non seulement borde le Comté de Wayne, mais se trouve en grande partie dans un district scolaire dont le siège est le Comté de Wayne.
Lors du redécoupage de 2012, le district a gagné le Comté de Monroe ainsi que la partie du Comté de Washtenaw autour de Saline.

## Historique de vote
| Année | Poste     | Résultats               |
| ----- | --------- | ----------------------- |
| 1992  | Président | Clinton 38,0 % - 37,0 % |
| 1996  | Président | Clinton 46,0 % - 43,0 % |
| 2000  | Président | Bush 51,0 % - 46,0 %    |
| 2004  | Président | Bush 54,0 % - 45,0 %    |
| 2008  | Président | Obama 52,0 % - 46,0 %   |
| 2012  | Président | Obama 50,1 % - 48,8 %   |
| 2016  | Président | Trump 48,8 % - 45,1 %   |
| 2020  | Président | Biden 49,6 % - 48,6 %   |

## Liste des Représentants du district
| Membre                          | Parti       | Années                             | Congrès     | Histoire électorale |
| ------------------------------- | ----------- | ---------------------------------- | ----------- | --- |
| District établit le 4 mars 1873 |             |                                    |             | |
| Omar D. Conger (en)             | Républicain | 4 mars 1873 - 3 mars 1881          | 43e - 46e   | Redécoupage depuis le 5e district et réélu en 1872. Réélu en 1874. Réélu en 1876. Réélu en 1878. Réélu en 1880. Démissionne lorsqu'élu Sénateur des États-Unis.                                           |
| Vacant                          | Vacant      | 4 mars 1881 - 5 avril 1881         | 47e         | |
| Jon Tyler Rich (en)             | Républicain | 5 avril 1881 - 3 mars 1883         | 47e         | Élu pour terminer le mandat de Conger. Perds sa réélection. |
| Ezra C. Carleton (en)           | Démocrate   | 4 mars 1883 - 3 mars 1887          | 48e , 49e   | Élu en 1882. Réélu en 1884. Retrait. |
| Justin Rice Whiting (en)        | Démocrate   | 4 mars 1887 - 3 mars 1895          | 50e - 53e   | Élu en 1886. Réélu en 1888. Réélu en 1890. Réélu en 1892. Retrait. |
| Horace G. Snover (en)           | Républicain | 4 mars 1895 - 3 mars 1899          | 54e , 55e   | Élu en 1894. Réélu en 1896. Retrait. |
| Edgar Weeks (en)                | Républicain | 4 mars 1899 - 3 mars 1903          | 56e , 57e   | Élu en 1898. Réélu en 1900. Perds sa renomination. |
| Henry McMorran (en)             | Républicain | 4 mars 1903 - 3 mars 1913          | 58e - 62e   | Élu en 1902. Réélu en 1904. Réélu en 1906. Réélu en 1908. Réélu en 1910. Retrait. |
| Louis C. Cramton (en)           | Républicain | 4 mars 1913 - 3 mars 1931          | 63e - 71e   | Élu en 1912. Réélu en 1914. Réélu en 1916. Réélu en 1918. Réélu en 1920. Réélu en 1922. Réélu en 1924. Réélu en 1926. Réélu en 1928. Perds sa renomination.                                               |
| Jesse P. Wolcott (en)           | Républicain | 4 mars 1931 - 3 janvier 1957       | 72e - 84e   | Élu en 1930. Réélu en 1932. Réélu en 1934. Réélu en 1936. Réélu en 1938. Réélu en 1940. Réélu en 1942. Réélu en 1944. Réélu en 1946. Réélu en 1948. Réélu en 1950. Réélu en 1952. Réélu en 1954. Retrait. |
| Robert J. McIntosh (en)         | Républicain | 3 janvier 1957 - 3 janvier 1959    | 85e         | Élu en 1956. Perds sa réélection. |
| James G. O'Hara (en)            | Démocrate   | 3 janvier 1959 - 3 janvier 1965    | 86e - 88e   | Élu en 1958. Réélu en 1960. Réélu en 1962. Redécoupage vers le 12e district. |
| John C. Mackie (en)             | Démocrate   | 3 janvier 1965 - 3 janvier 1967    | 89e         | Élu en 1964. Perds sa réélection. |
| Don Riegle (en)                 | Républicain | 3 janvier 1967 - 27 février 1973   | 90e - 94e   | Élu en 1966. Réélu en 1968. Réélu en 1970. Réélu en 1972. Élu en tant que Républicain et change de parti en 1973.                                                                                         |
| Don Riegle (en)                 | Démocrate   | 27 février 1973 - 30 décembre 1976 | 90e - 94e   | Réélu en 1974. Retrait pour se présenter comme Sénateur des États-Unis et démissionne suivant une nomination anticipée.                                                                                   |
| Vacant                          | Vacant      | 30 décembre 1976 - 3 janvier 1977  | 94e         | |
| Dale Kildee (en)                | Démocrate   | 3 janvier 1977 - 3 janvier 1993    | 95e - 102e  | Élu en 1976. Réélu en 1978. Réélu en 1980. Réélu en 1982. Réélu en 1984. Réélu en 1986. Réélu en 1988. Réélu en 1990. Redécoupage vers le 9e district.                                                    |
| Nick Smith (en)                 | Républicain | 3 janvier 1993 - 3 janvier 2005    | 103e - 108e | Élu en 1992. Réélu en 1994. Réélu en 1996. Réélu en 1998. Réélu en 2000. Réélu en 2002. Retrait. |
| Joe Schwarz (en)                | Républicain | 3 janvier 2005 - 3 janvier 2007    | 109e        | Élu en 2004. Perds sa renomination. |
| Tim Walberg                     | Républicain | 3 janvier 2007 - 3 janvier 2009    | 110e        | Élu en 2006. Perds sa réélection. |
| Mark Schauer (en)               | Démocrate   | 3 janvier 2009 - 3 janvier 2011    | 111e        | Élu en 2008. Perds sa réélection. |
| Tim Walberg                     | Républicain | 3 janvier 2011 - 3 janvier 2023    | 112e - 117e | Élu en 2010. Réélu en 2012. Réélu en 2014. Réélu en 2016. Réélu en 2018. Réélu en 2020. Redécoupage vers le 5e district.                                                                                  |
| Elissa Slotkin                  | Démocrate   | 3 janvier 2023 - 3 janvier 2025    | 118e        | Redécoupage depuis le 8e district et réélue en 2022. Retrait pour se présenter comme sénatrice des États-Unis.                                                                                            |
| Tom Barrett                     | Républicain | 3 janvier 2025 - en cours          | 119e        | Élu en 2024. |

## Résultats des récentes élections dans le district
Voici les résultats des dix précédents cycles électoraux dans le district.

## Frontières historiques du district

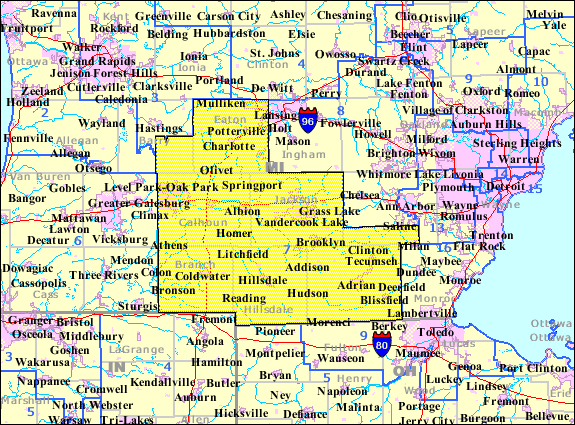
1993 - 2003

2003 - 2013

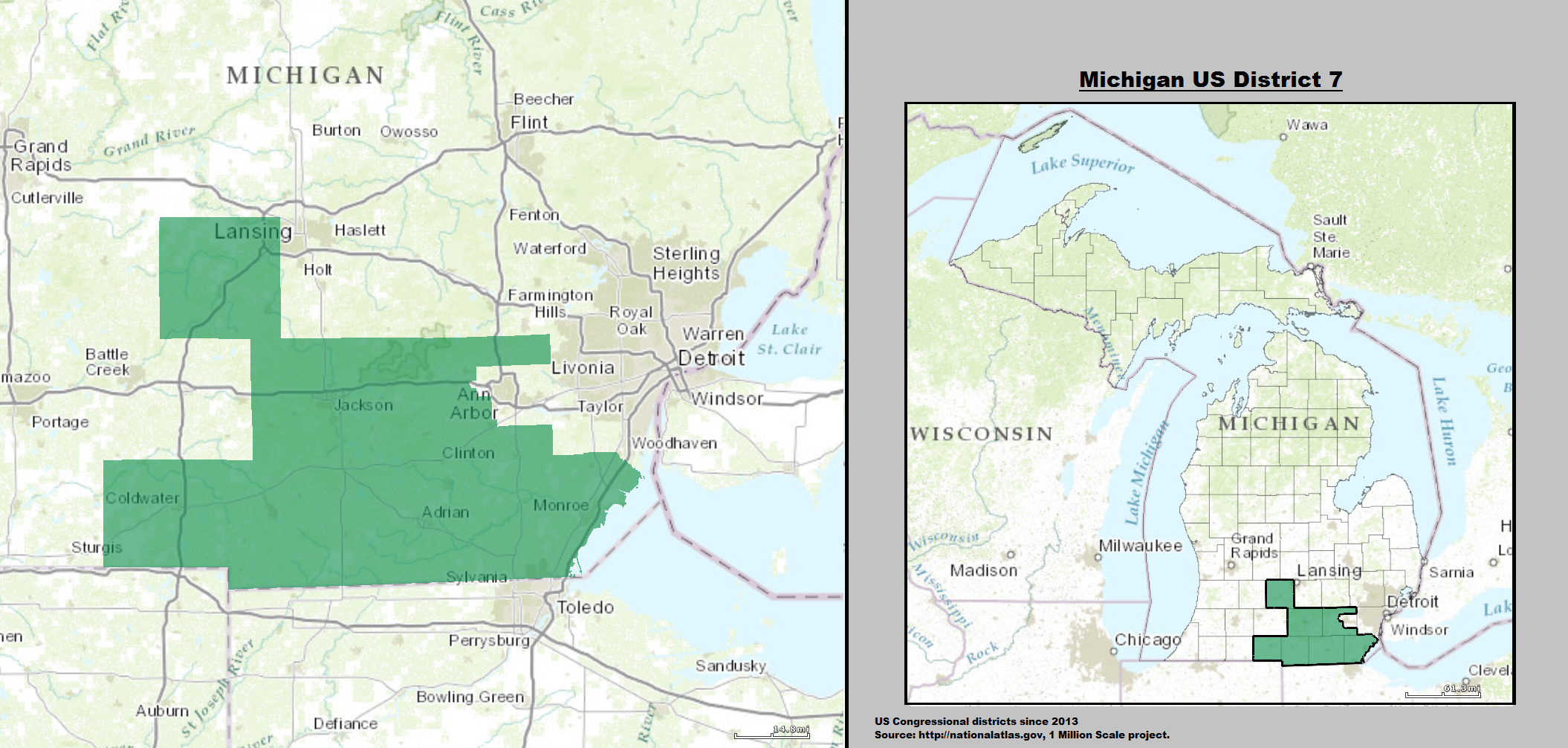
2013 - 2023

### 2004
| Élection de 2004 du 7e district congressionnel du Michigan | Élection de 2004 du 7e district congressionnel du Michigan | Élection de 2004 du 7e district congressionnel du Michigan | Élection de 2004 du 7e district congressionnel du Michigan | Élection de 2004 du 7e district congressionnel du Michigan |
| ---------------------------------------------------------- | ---------------------------------------------------------- | ---------------------------------------------------------- | ---------------------------------------------------------- | ---------------------------------------------------------- |
| Parti                                                      | Parti                                                      | Candidat                                                   | Votes                                                      | %                                                          |
|                                                            | Républicain                                                | Nick Smith (en) (sortant)                                  | 176 053                                                    | 58,36                                                      |
|                                                            | Démocrate                                                  | Sharon Marie Renier                                        | 109 527                                                    | 36,31                                                      |
|                                                            | US Taxpayers                                               | David Horn                                                 | 9032                                                       | 2,99                                                       |
|                                                            | Vert                                                       | Jason Seagraves                                            | 3996                                                       | 1,32                                                       |
|                                                            | Libertarien                                                | Ken Proctor                                                | 3034                                                       | 1,01                                                       |
| Total des votes                                            | Total des votes                                            | Total des votes                                            | 301 642                                                    | 100%                                                       |
|                                                            | Les Républicains conservent                                |                                                            |                                                            |                                                            |

### 2006
| Élection de 2006 du 7e district congressionnel du Michigan | Élection de 2006 du 7e district congressionnel du Michigan | Élection de 2006 du 7e district congressionnel du Michigan | Élection de 2006 du 7e district congressionnel du Michigan | Élection de 2006 du 7e district congressionnel du Michigan |
| ---------------------------------------------------------- | ---------------------------------------------------------- | ---------------------------------------------------------- | ---------------------------------------------------------- | ---------------------------------------------------------- |
| Parti                                                      | Parti                                                      | Candidat                                                   | Votes                                                      | %                                                          |
|                                                            | Républicain                                                | Tim Walberg (sortant)                                      | 122 348                                                    | 49,93                                                      |
|                                                            | Démocrate                                                  | Sharon Marie Renier                                        | 112 665                                                    | 45,98                                                      |
|                                                            | Libertarien                                                | Robert L. Hutchinson                                       | 3788                                                       | 1,55                                                       |
|                                                            | US Taxpayers                                               | David Horn                                                 | 3611                                                       | 1,47                                                       |
|                                                            | Write-In                                                   | Joe J.H. Schwartz                                          | 2614                                                       | 1,07                                                       |
| Total des votes                                            | Total des votes                                            | Total des votes                                            | 245 026                                                    | 100%                                                       |
|                                                            | Les Républicains conservent                                |                                                            |                                                            |                                                            |

### 2008
| Élection de 2008 du 7e district congressionnel du Michigan | Élection de 2008 du 7e district congressionnel du Michigan | Élection de 2008 du 7e district congressionnel du Michigan | Élection de 2008 du 7e district congressionnel du Michigan | Élection de 2008 du 7e district congressionnel du Michigan |
| ---------------------------------------------------------- | ---------------------------------------------------------- | ---------------------------------------------------------- | ---------------------------------------------------------- | ---------------------------------------------------------- |
| Parti                                                      | Parti                                                      | Candidat                                                   | Votes                                                      | %                                                          |
|                                                            | Démocrate                                                  | Mark Schauer (en)                                          | 157 213                                                    | 48,78                                                      |
|                                                            | Républicain                                                | Tim Walberg (sortant)                                      | 149 781                                                    | 46,47                                                      |
|                                                            | Vert                                                       | Lynn Meadows                                               | 9528                                                       | 2,96                                                       |
|                                                            | Libertarien                                                | Ken Proctor                                                | 5675                                                       | 1,76                                                       |
|                                                            | Write-In                                                   | Sharon Marie Renier                                        | 89                                                         | 0,03                                                       |
| Total des votes                                            | Total des votes                                            | Total des votes                                            | 322 286                                                    | 100%                                                       |
|                                                            | Les Démocrates prennent aux Républicains                   |                                                            |                                                            |                                                            |

### 2010
| Élection de 2010 du 7e district congressionnel du Michigan | Élection de 2010 du 7e district congressionnel du Michigan | Élection de 2010 du 7e district congressionnel du Michigan | Élection de 2010 du 7e district congressionnel du Michigan | Élection de 2010 du 7e district congressionnel du Michigan |
| ---------------------------------------------------------- | ---------------------------------------------------------- | ---------------------------------------------------------- | ---------------------------------------------------------- | ---------------------------------------------------------- |
| Parti                                                      | Parti                                                      | Candidat                                                   | Votes                                                      | %                                                          |
|                                                            | Républicain                                                | Tim Walberg (sortant)                                      | 113 185                                                    | 50,16                                                      |
|                                                            | Démocrate                                                  | Mark Schauer                                               | 102 402                                                    | 45,38                                                      |
|                                                            | US Taxpayers                                               | Scott Eugene Aughney                                       | 3705                                                       | 1,64                                                       |
|                                                            | Libertarien                                                | Greg Merle                                                 | 3239                                                       | 1,44                                                       |
|                                                            | Vert                                                       | Richard Wunsch                                             | 3117                                                       | 1,38                                                       |
|                                                            | Write-In                                                   | Danny Edward Davis                                         | 21                                                         | 0,01                                                       |
| Total des votes                                            | Total des votes                                            | Total des votes                                            | 225 669                                                    | 100%                                                       |
|                                                            | Les Républicains prennent aux Démocrates                   |                                                            |                                                            |                                                            |

### 2012
| Élection de 2012 du 7e district congressionnel du Michigan | Élection de 2012 du 7e district congressionnel du Michigan | Élection de 2012 du 7e district congressionnel du Michigan | Élection de 2012 du 7e district congressionnel du Michigan | Élection de 2012 du 7e district congressionnel du Michigan |
| ---------------------------------------------------------- | ---------------------------------------------------------- | ---------------------------------------------------------- | ---------------------------------------------------------- | ---------------------------------------------------------- |
| Parti                                                      | Parti                                                      | Candidat                                                   | Votes                                                      | %                                                          |
|                                                            | Républicain                                                | Tim Walberg (sortant)                                      | 169 668                                                    | 53,3                                                       |
|                                                            | Démocrate                                                  | Kurt R. Haskell                                            | 136 849                                                    | 43,0                                                       |
|                                                            | Libertarien                                                | Ken Proctor                                                | 8088                                                       | 2,6                                                        |
|                                                            | Vert                                                       | Richard Wunsch                                             | 3464                                                       | 1,1                                                        |
| Total des votes                                            | Total des votes                                            | Total des votes                                            | 318 069                                                    | 100%                                                       |
|                                                            | Les Républicains conservent                                |                                                            |                                                            |                                                            |

### 2014
| Élection de 2014 du 7e district congressionnel du Michigan | Élection de 2014 du 7e district congressionnel du Michigan | Élection de 2014 du 7e district congressionnel du Michigan | Élection de 2014 du 7e district congressionnel du Michigan | Élection de 2014 du 7e district congressionnel du Michigan |
| ---------------------------------------------------------- | ---------------------------------------------------------- | ---------------------------------------------------------- | ---------------------------------------------------------- | ---------------------------------------------------------- |
| Parti                                                      | Parti                                                      | Candidat                                                   | Votes                                                      | %                                                          |
|                                                            | Républicain                                                | Tim Walberg (sortant)                                      | 119 564                                                    | 53,4                                                       |
|                                                            | Démocrate                                                  | Pam Byrnes                                                 | 92 083                                                     | 41,2                                                       |
|                                                            | Libertarien                                                | Ken Proctor                                                | 4531                                                       | 2,0                                                        |
|                                                            | Indépendant                                                | David Swartout                                             | 4369                                                       | 2,0                                                        |
|                                                            | Constitution                                               | Rick Strawcutter                                           | 3138                                                       | 1,4                                                        |
| Total des votes                                            | Total des votes                                            | Total des votes                                            | 223 685                                                    | 100%                                                       |
|                                                            | Les Républicains conservent                                |                                                            |                                                            |                                                            |

### 2016
| Élection de 2016 du 7e district congressionnel du Michigan | Élection de 2016 du 7e district congressionnel du Michigan | Élection de 2016 du 7e district congressionnel du Michigan | Élection de 2016 du 7e district congressionnel du Michigan | Élection de 2016 du 7e district congressionnel du Michigan |
| ---------------------------------------------------------- | ---------------------------------------------------------- | ---------------------------------------------------------- | ---------------------------------------------------------- | ---------------------------------------------------------- |
| Parti                                                      | Parti                                                      | Candidat                                                   | Votes                                                      | %                                                          |
|                                                            | Républicain                                                | Tim Walberg (sortant)                                      | 184 321                                                    | 55,1                                                       |
|                                                            | Démocrate                                                  | Gretchen Driskell                                          | 134 010                                                    | 40,0                                                       |
|                                                            | Libertarien                                                | Ken Proctor                                                | 16 476                                                     | 4,9                                                        |
| Total des votes                                            | Total des votes                                            | Total des votes                                            | 334 807                                                    | 100%                                                       |
|                                                            | Les Républicains conservent                                |                                                            |                                                            |                                                            |

### 2018
| Élection de 2018 du 7e district congressionnel du Michigan | Élection de 2018 du 7e district congressionnel du Michigan | Élection de 2018 du 7e district congressionnel du Michigan | Élection de 2018 du 7e district congressionnel du Michigan | Élection de 2018 du 7e district congressionnel du Michigan |
| ---------------------------------------------------------- | ---------------------------------------------------------- | ---------------------------------------------------------- | ---------------------------------------------------------- | ---------------------------------------------------------- |
| Parti                                                      | Parti                                                      | Candidat                                                   | Votes                                                      | %                                                          |
|                                                            | Républicain                                                | Tim Walberg (sortant)                                      | 158 730                                                    | 53,8                                                       |
|                                                            | Démocrate                                                  | Gretchen Driskell                                          | 136 330                                                    | 46,2                                                       |
| Total des votes                                            | Total des votes                                            | Total des votes                                            | 295 060                                                    | 100%                                                       |
|                                                            | Les Républicains conservent                                |                                                            |                                                            |                                                            |

### 2020
| Élection de 2020 du 7e district congressionnel du Michigan | Élection de 2020 du 7e district congressionnel du Michigan | Élection de 2020 du 7e district congressionnel du Michigan | Élection de 2020 du 7e district congressionnel du Michigan | Élection de 2020 du 7e district congressionnel du Michigan |
| ---------------------------------------------------------- | ---------------------------------------------------------- | ---------------------------------------------------------- | ---------------------------------------------------------- | ---------------------------------------------------------- |
| Parti                                                      | Parti                                                      | Candidat                                                   | Votes                                                      | %                                                          |
|                                                            | Républicain                                                | Tim Walberg (sortant)                                      | 227 524                                                    | 58,7                                                       |
|                                                            | Démocrate                                                  | Gretchen Driskell                                          | 159 743                                                    | 41,3                                                       |
| Total des votes                                            | Total des votes                                            | Total des votes                                            | 387 627                                                    | 100%                                                       |
|                                                            | Les Républicains conservent                                |                                                            |                                                            |                                                            |

### 2022
| Primaire Démocrate de 2022 du 7e district congressionnel du Michigan | Primaire Démocrate de 2022 du 7e district congressionnel du Michigan | Primaire Démocrate de 2022 du 7e district congressionnel du Michigan | Primaire Démocrate de 2022 du 7e district congressionnel du Michigan | Primaire Démocrate de 2022 du 7e district congressionnel du Michigan |
| -------------------------------------------------------------------- | -------------------------------------------------------------------- | -------------------------------------------------------------------- | -------------------------------------------------------------------- | -------------------------------------------------------------------- |
| Parti                                                                | Parti                                                                | Candidat                                                             | Votes                                                                | %                                                                    |
|                                                                      | Démocrate                                                            | Elissa Slotkin (sortante)                                            | 77 826                                                               | 100%                                                                 |

| Primaire Républicaine de 2022 du 7e district congressionnel du Michigan | Primaire Républicaine de 2022 du 7e district congressionnel du Michigan | Primaire Républicaine de 2022 du 7e district congressionnel du Michigan | Primaire Républicaine de 2022 du 7e district congressionnel du Michigan | Primaire Républicaine de 2022 du 7e district congressionnel du Michigan |
| ----------------------------------------------------------------------- | ----------------------------------------------------------------------- | ----------------------------------------------------------------------- | ----------------------------------------------------------------------- | ----------------------------------------------------------------------- |
| Parti                                                                   | Parti                                                                   | Candidat                                                                | Votes                                                                   | %                                                                       |
|                                                                         | Républicain                                                             | Tom Barrett                                                             | 75 491                                                                  | 96,0%                                                                   |
|                                                                         | Républicain                                                             | Jacob Hagg (write-in)                                                   | 3108                                                                    | 4,0                                                                     |

| Élection de 2022 du 7e district congressionnel du Michigan | Élection de 2022 du 7e district congressionnel du Michigan | Élection de 2022 du 7e district congressionnel du Michigan | Élection de 2022 du 7e district congressionnel du Michigan | Élection de 2022 du 7e district congressionnel du Michigan |
| ---------------------------------------------------------- | ---------------------------------------------------------- | ---------------------------------------------------------- | ---------------------------------------------------------- | ---------------------------------------------------------- |
| Parti                                                      | Parti                                                      | Candidat                                                   | Votes                                                      | %                                                          |
|                                                            | Démocrate                                                  | Elissa Slotkin (sortante)                                  | 192 809                                                    | 51,7                                                       |
|                                                            | Républicain                                                | Tom Barrett                                                | 172 624                                                    | 46,3                                                       |
|                                                            | Libertarien                                                | Leah Dailey                                                | 7275                                                       | 2,0                                                        |
| Total des votes                                            | Total des votes                                            | Total des votes                                            | 372 708                                                    | 100%                                                       |
|                                                            | Les Démocrates conservent                                  |                                                            |                                                            |                                                            |

### 2024
| Primaire Démocrate de 2024 du 7e district congressionnel du Michigan | Primaire Démocrate de 2024 du 7e district congressionnel du Michigan | Primaire Démocrate de 2024 du 7e district congressionnel du Michigan | Primaire Démocrate de 2024 du 7e district congressionnel du Michigan | Primaire Démocrate de 2024 du 7e district congressionnel du Michigan |
| -------------------------------------------------------------------- | -------------------------------------------------------------------- | -------------------------------------------------------------------- | -------------------------------------------------------------------- | -------------------------------------------------------------------- |
| Parti                                                                | Parti                                                                | Candidat                                                             | Votes                                                                | %                                                                    |
|                                                                      | Démocrate                                                            | Curtis Hertel                                                        | 72 083                                                               | 100                                                                  |

| Primaire Républicaine de 2024 du 7e district congressionnel du Michigan | Primaire Républicaine de 2024 du 7e district congressionnel du Michigan | Primaire Républicaine de 2024 du 7e district congressionnel du Michigan | Primaire Républicaine de 2024 du 7e district congressionnel du Michigan | Primaire Républicaine de 2024 du 7e district congressionnel du Michigan |
| ----------------------------------------------------------------------- | ----------------------------------------------------------------------- | ----------------------------------------------------------------------- | ----------------------------------------------------------------------- | ----------------------------------------------------------------------- |
| Parti                                                                   | Parti                                                                   | Candidat                                                                | Votes                                                                   | %                                                                       |
|                                                                         | Républicain                                                             | Tom Barrett                                                             | 63 399                                                                  | 100                                                                     |

| Élection de 2024 du 7e district congressionnel du Michigan | Élection de 2024 du 7e district congressionnel du Michigan | Élection de 2024 du 7e district congressionnel du Michigan | Élection de 2024 du 7e district congressionnel du Michigan | Élection de 2024 du 7e district congressionnel du Michigan |
| ---------------------------------------------------------- | ---------------------------------------------------------- | ---------------------------------------------------------- | ---------------------------------------------------------- | ---------------------------------------------------------- |
| Parti                                                      | Parti                                                      | Candidat                                                   | Votes                                                      | %                                                          |
|                                                            | Républicain                                                | Tom Barrett                                                | 226 722                                                    | 50,3                                                       |
|                                                            | Démocrate                                                  | Curtis Hertel                                              | 209 959                                                    | 46,6                                                       |
|                                                            | Libertarien                                                | L. Rachel Dailey                                           | 14 231                                                     | 3,2                                                        |
| Total des votes                                            | Total des votes                                            | Total des votes                                            | 450 912                                                    | 100%                                                       |
|                                                            | Les Républicains prennent aux Démocrates                   |                                                            |                                                            |                                                            |